# Fenylalkany
Fenylalkany jsou uhlovodíky, které obsahují dvě a více navázaných arylových funkčních skupin na jednu skupinu odvozenou od alkanu. Tím se liší od alkylbenzenů, kde je navázána jedna nebo více skupin odvozených od alifatického či alicyklického uhlovodíku na jedno benzenové jádro. Obdobně existují také fenylalkeny a fenylalkyny.

## Příklady
- difenylmethan
- tetrafenylmethan
- hexafenylethan